# Fanfare "Bereden Wapens"
De Fanfare "Bereden Wapens" (FBW) is een van de fanfares van de Nederlandse krijgsmacht. 
Het orkest zet de tradities voort van de vier fanfares van de Koninklijke Landmacht die in 1992 en 2012 door bezuinigingen werden opgeheven:
- Kapel van de Limburgse Jagers
- Genie Kapel
- Trompetterkorps der Cavalerie
- Trompetterkorps der Artillerie

Het orkest houdt tevens de muzikale traditie van de militaire wielrijders gaande. Er worden daarom ook af en toe optredens verzorgd op de fiets.
Het orkest bestaat uit 6 stafleden en 22 muzikanten en staat onder leiding van dirigent ritmeester Jos Zegers. Thuisbasis is het Brabantse Vught. Het repertoire bestaat uit traditionele fanfaremuziek en lichte muziek.
De FBW verleent zijn medewerking aan uiteenlopende ceremoniële gebeurtenissen binnen de Koninklijke Landmacht, maar ook daar buiten. Men treedt bijvoorbeeld op tijdens Prinsjesdag, bij aangelegenheden van het Koninklijk Huis en bij diverse taptoes.
Binnen het orkest bestaan ook drie ensembles met een vaste bezetting, die eigen optredens verzorgen: een combo, een koperkwintet en een saxofoonkwartet.

## Herculesramp
Op 15 juli 1996 kwamen bij de Herculesramp 29 leden van de fanfare om het leven. 